# Mariakyrkan, Skogås
Mariakyrkan är en kyrkobyggnad vid Skogås Yttertorg i Skogås centrum. Den är församlingskyrka i Trångsund-Skogås församling i Stockholms stift. I Trångsund-Skogås församling är dessutom den mindre Tacksägelsekyrkan i Trångsund, uppför år 1957, belägen. Vid denna kyrka ligger församlingens kyrkogård.

## Kyrkobyggnaden
Kyrkan uppfördes efter ritningar av arkitekt Fritz Voigt och invigdes den 15 november 1987. Utvändigt är kyrkan i ljusrött tegel medan stommen är av betong. Entrén till kyrkan och församlingslokaler från torget går genom ett friliggande klocktorn som kröns med ett gyllene kors. Byggnadskomplexet består av en större kyrkosal med plats för cirka 275 sittande och sidobyggnader med bland annat ett café och flera samlingssalar för läs- och körverksamhet. Kyrkorummet har vitkalkade väggar och är till utformningen mer brett än långt.

## Inventarier
- En väggmosaik i rött och guld, utförd av Fritz Voigt, pryder altaret.
- Golv, altare, predikstol och dopfunt är utförda i ljus Ekebergsmarmor från Borghamn i Östergötland. Predikstolen kröns av en vit duva.
- Kyrkans målade fönster är utförda av Johannes Schreiter.

### Orgel
- 1987 flyttades en orgel hit. Den var byggd 1969 av Bruno Christensen & Sønner, Tinglev, Danmark och hade 5 stämmor.
- Orgeln med 30 stämmor är byggd 1989 av A Mårtenssons Orgelfabrik AB i Lund och invigd 1989. Tillhörande gråmålad orgelfasad är byggd efter ritningar av Fritz Voigt. Orgeln är mekanisk och har 32 fria kombinationer.

| Huvudverk I   | Svällverk II      | Bröstverk III  | Pedal         | Koppel |
| Principal 8'  | Borduna 16'       | Gedackt 8'     | Subbas 16´    | I/P    |
| Spetsflöjt 8' | Rörflöjt 8'       | Koppelflöjt 4' | Principal 8'  | II/P   |
| Oktava 4'     | Salicional 8'     | Principal 2'   | Gedackt 8'    | III/P  |
| Flöjt 4'      | Unda maris 8'     | Ters 1 3/5'    | Oktava 4'     | II/I   |
| Oktava 2'     | Principal 4'      | Vox humana 8'  | Mixtur 4 chor | III/I  |
| Mixtur 5 chor | Traversflöjt 4'   | Tremulant      | Fagott 16'    | III/II |
| Dulcian 16'   | Waldflöjt 2'      |                | Skalmeja 4'   |        |
| Trumpet 8'    | Nasat 1 1/3'      |                |               |        |
|               | Scharf 3 chor     |                |               |        |
|               | Oboe 8'           |                |               |        |
|               | Tremulant         |                |               |        |
|               | Crescendosvällare |                |               |        |

## Bilder

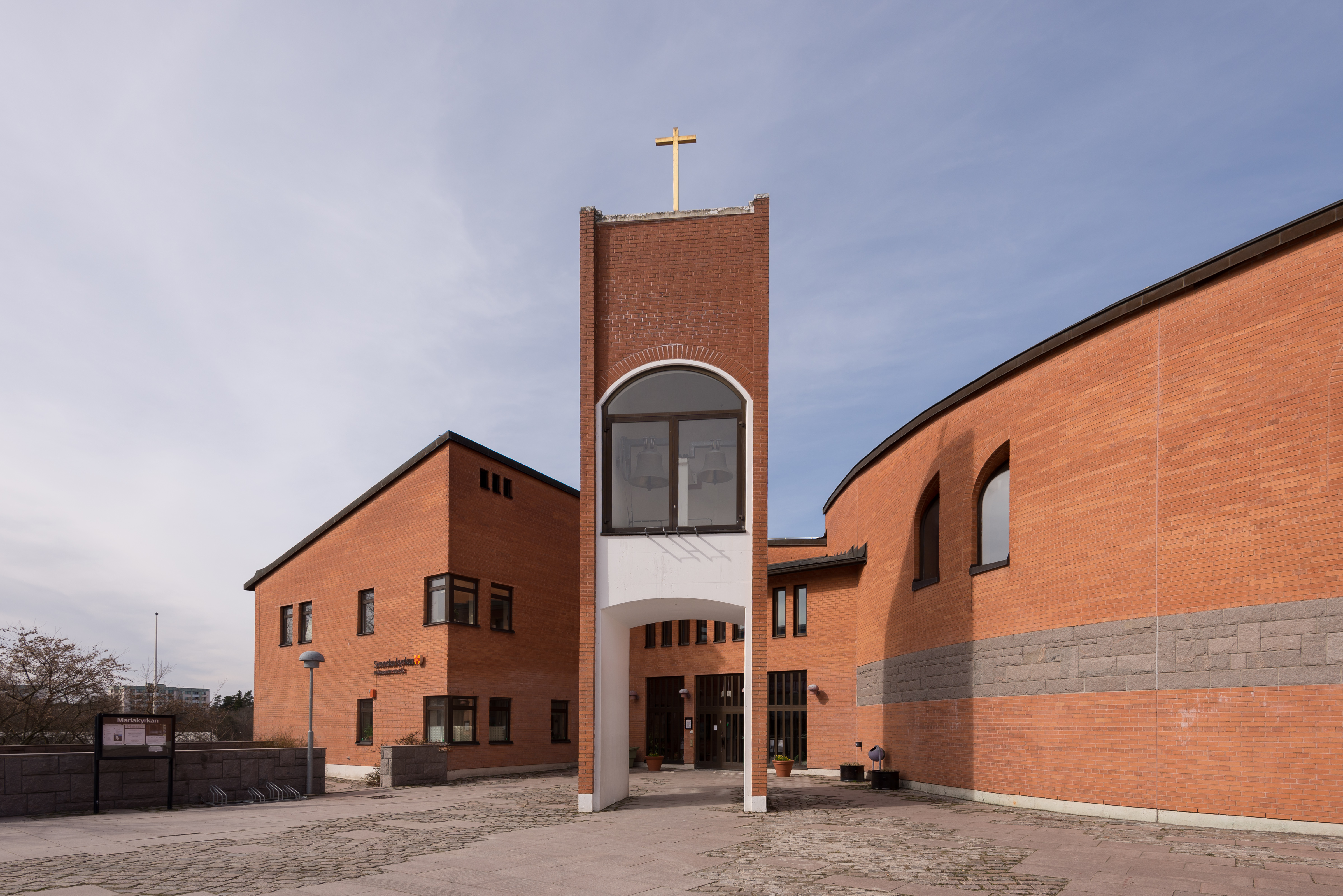
Entrén med den fristående klockstapeln.
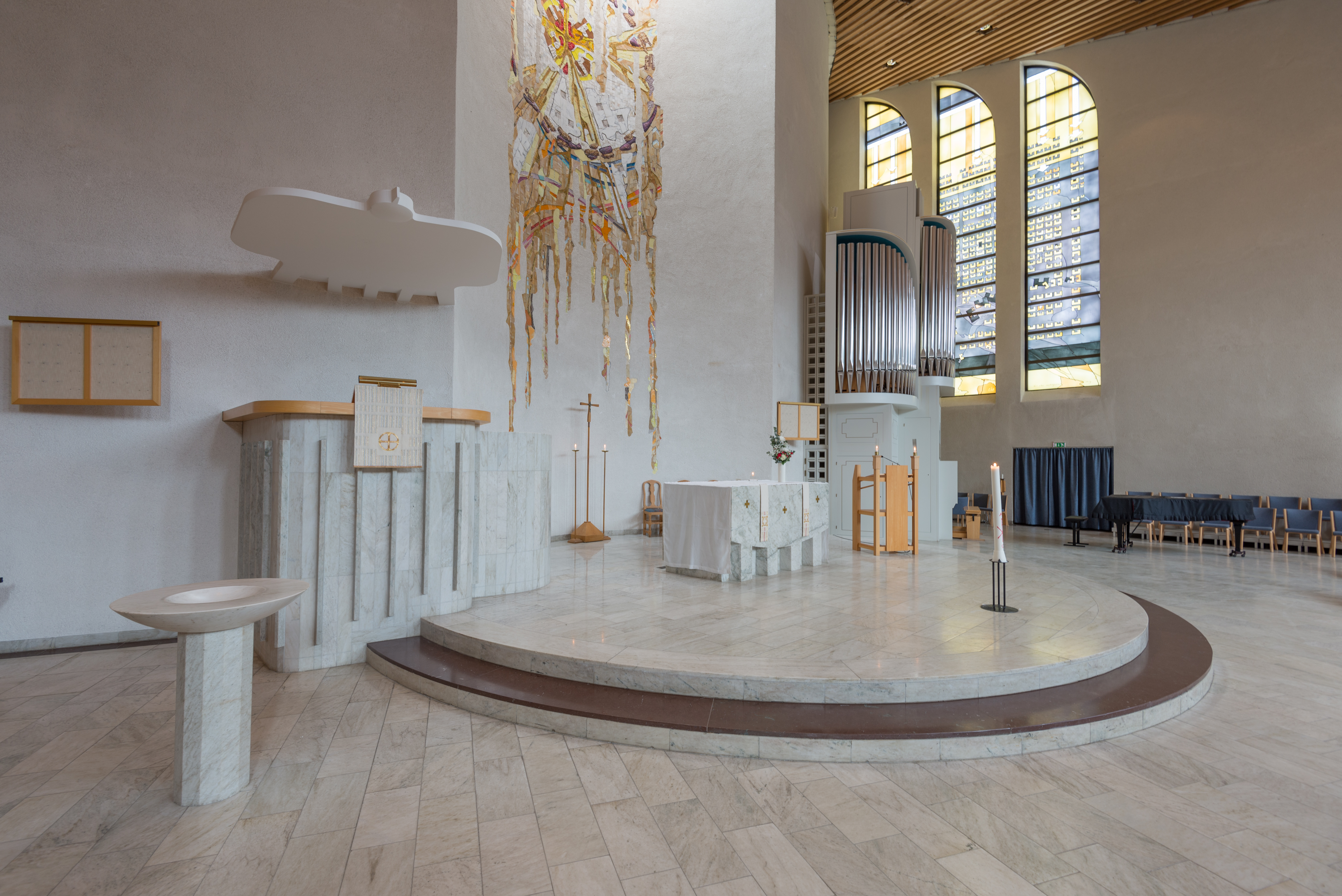
Altaret.
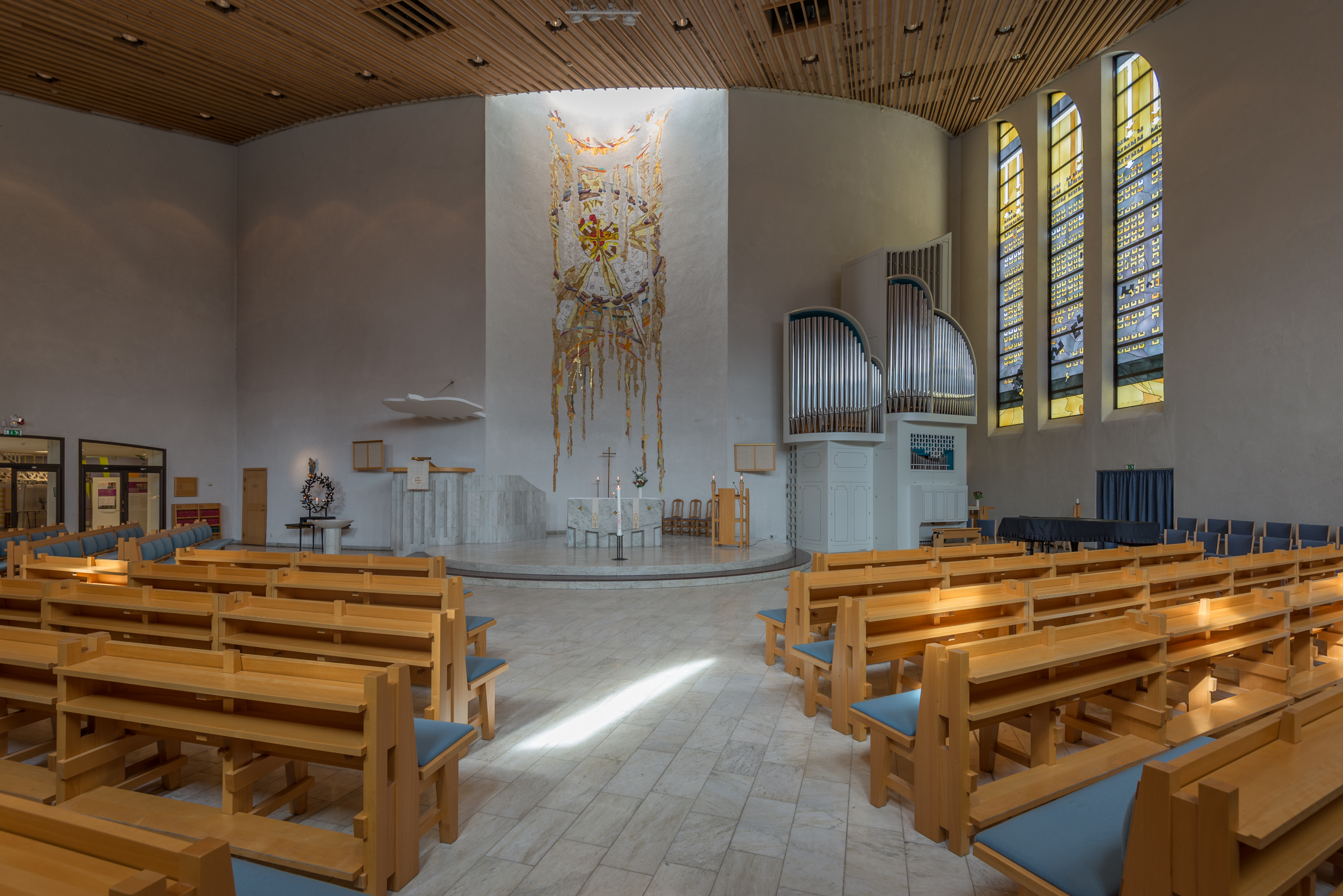
Kyrkorummet.
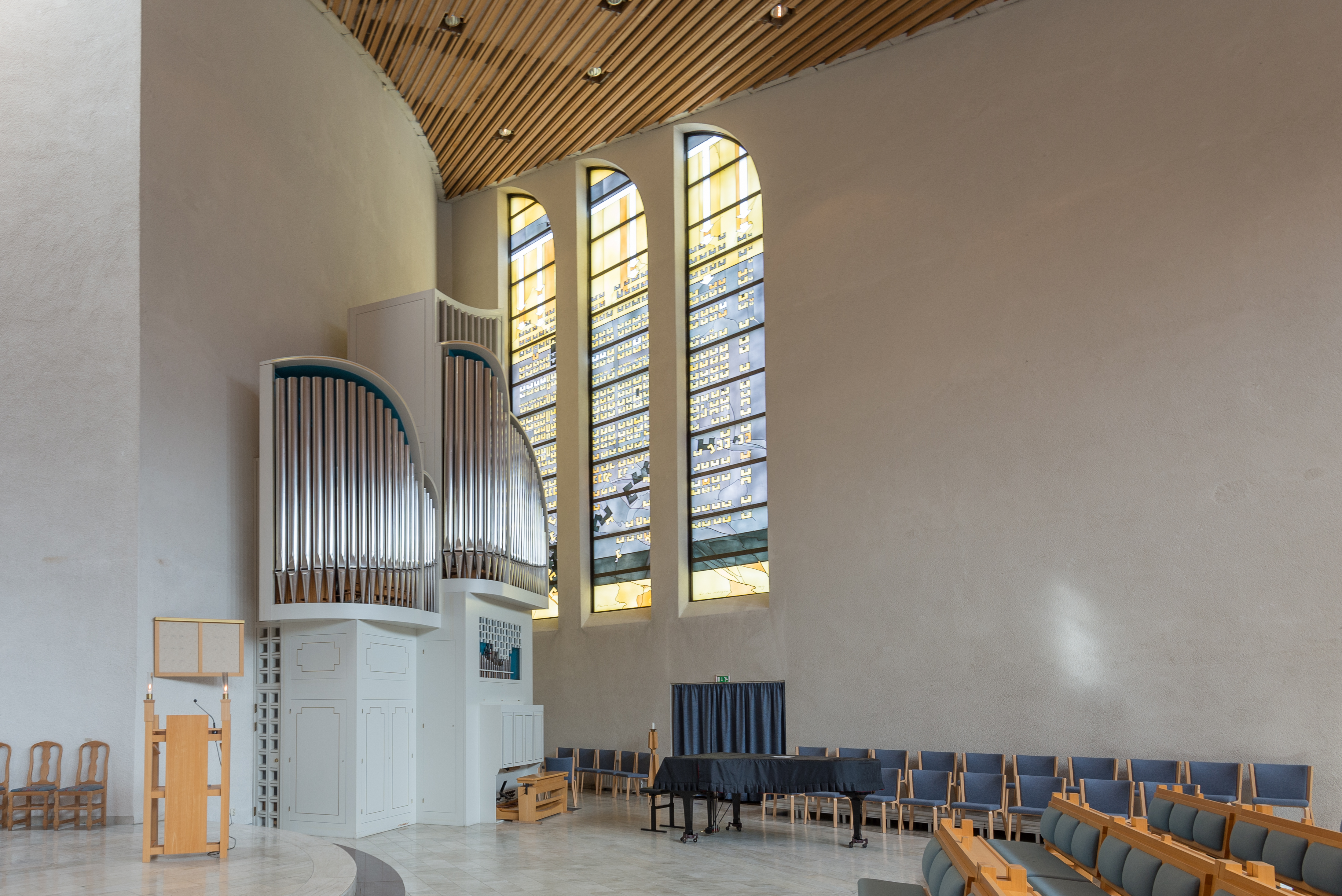
Orgeln